# Piano Jazz

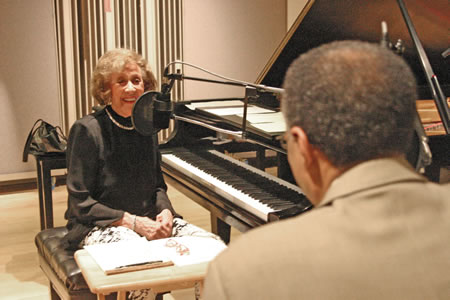
Мэриэн Макпартленд во время интервью с Рэмси Льюисом в 2009 году.

«Piano Jazz» — американская еженедельная часовая радиопередача, которая выходила в эфир с 1974 по 2011 годы на волнах Общественного радио Южной Каролины (NPR). Автором идеи и бессменной ведущей программы была американская пианистка Мэриэн Макпартлэнд.
Каждый выпуск программы представляет собой интервью с одним музыкальным гостем (иногда группой), который в перерывах между беседами исполняет музыку. Изначально гостями шоу были исключительно джазовые пианисты, однако позже в студию стали приглашать исполнителей и на других музыкальных инструментах и даже других жанров.
В 1983 году программа стала лауреатом «Премии Пибоди».
Некоторые выпуски были выпущены на CD, в том числе выпуски гостями которых стали Диззи Гиллеспи, Билл Эванс, Брюс Хорнсби, Мэри Лу Уильямс, Ширли Хорн, Steely Dan, Милт Хинтон, Кенни Баррелл, Лайонел Хэмптон и Лес Макканн. Все они были выпущены на специально основанном для этого лейбле The Jazz Alliance, дочерней компании Concord Records.

## Piano Jazz Rising Stars
В 2011 году программа была закрыта, так как Мэриан Макпартленд решила покинуть пост ведущей. В 2012 году в эфир вышло продолжение программы в виде Piano Jazz Rising Stars (13 эпизодов), в котором принимали участие молодые джазовые музыканты, как Уитни Джеймс, Джейсон Моран, Тейлор Эйгсти и Грейс Келли. Ведущим стал американский пианист Джон Вебер.